# Ернст Крал
Ернст Аугуст Крал (Дрезден, 26. октобар 1858 — Беч, 22. новембар 1926) био је аустријски хералдичар, који је урадио еталон грба Краљевине Србије 1882. и грба Краљевства Срба, Хрвата и Словенаца 1918, био је царско-краљевски дворски хералдички уметник Хабзбурговаца, затим је урадио грб Републике Аустрије 1919. године. Дизајнирао је и личне грбове и стегове породица Обреновић и Карађорђевић.